# Long Way Home (film)
Pour les articles homonymes, voir Long Way Home.
Pour plus de détails, voir Fiche technique et Distribution.
Long Way Home (titre original : Raising Victor Vargas) est un film franco-américain réalisé par Peter Sollett, sorti en 2002.

## Synopsis
Victor vit avec son frère, Nino, et sa sœur Vicky, chez leur grand-mère qui tient le foyer d'une main de fer. Nino est le fils préféré, Vicky est apathique, vautrée devant la télévision. Victor drague Judy. En vain. La jeune fille refuse toute avance des garçons.

## Fiche technique
- Titre : Long Way Home
- Titre original : Raising Victor Vargas
- Réalisation : Peter Sollett
- Scénario : Peter Sollett et Eva Vives
- Production : Peter Sollett, Alain de la Mata, Scott Macaulay et Robin O'Hara
- Société de production : Studiocanal
- Musique : Brad Jones et Roy Nathanson
- Photographie : Tim Orr
- Montage : Myron I. Kerstein
- Décors : Judy Becker (en)
- Costumes : Jill Newell
- Pays d'origine :  États-Unis,  France
- Format : couleurs - 1,85:1 - Dolby Digital - 35 mm
- Genre :  drame
- Durée : 88 minutes
- Date de sortie : 16 mai 2002 (Festival de Cannes)

## Distribution
- Victor Rasuk : Victor Vargas
- Judy Marte : 'Juicy' Judy Gonzalez
- Melonie Diaz : Melanie
- Altagracia Guzman : Grand-mère
- Silvestre Rasuk : Nino Vargas
- Krystal Rodriguez :  Vicky Vargas
- Kevin Rivera : Harold
- Wilfree Vasquez : Carlos
- Donna Maldonado : Donna
- Alexander Garcia : Al
- John Ramos : Macho

## Distinctions
- Festival du cinéma américain de Deauville 2002 : Grand prix.